# Raúl Chumpitaz
Raúl Chumpitaz (Cañete, Perú; 6 de marzo de 1951) es un exfutbolista peruano. Desempeñó como defensa en solo clubes de Perú. Es  medio hermano del capitán de América Héctor Chumpitaz.

## Trayectoria
Se inició en el Club Centro Deportivo Municipal, y en el Club Defensor Arica en los años 70. Luego pasó al Club Atlético Chalaco y en los años 80 al Club Sport Juventud La Palma de la ciudad de Huacho.
Luego de su retiro junto a otros exfutbolistas fundó la asociación la Peña Echa Muni-Solidaridad, la cual sirve para ayudar a exfutbolistas del Club Centro Deportivo Municipal con problemas de salud.

## Clubes
| Club                            | País | Temporada |
| ------------------------------- | ---- | --------- |
| Club Centro Deportivo Municipal | Perú | 1971      |
| Club Defensor Arica             | Perú | 1972      |
| Club Centro Deportivo Municipal | Perú | 1973-1974 |
| Club Atlético Defensor Lima     | Perú | 1975      |
| Club Atlético Chalaco           | Perú | 1976-1977 |
| Colegio Nacional de Iquitos     | Perú | 1978      |
| Club Social Deportivo Junín     | Perú | 1979-1980 |
| León de Huánuco                 | Perú | 1981      |
| Club Sport Juventud La Palma    | Perú | 1981      |